# Elecciones provinciales de San Juan de 1991
El 11 de agosto de 1991 se realizaron elecciones para elegir Gobernador, vicegobernador y 42 diputados provinciales. El resultado estableció que el peronista Jorge Escobar fuera electo gobernador.

## Reglas electorales
- Gobernador y vicegobernador electos por mayoría simple.
- 42 diputados, la totalidad de los miembros de la Cámara de Diputados Provincial:
  - 23 diputados electos por toda la provincia por sistema d'Hondt.
  - 19 diputados electos por cada uno de los 19 departamentos en los que se divide la provincia, usando mayoría simple.

## Resultados

### Gobernador y vicegobernador
| Fórmula                | Fórmula               | Partido/Alianza       | Partido/Alianza              | Votos   | %     |
| Gobernador             | Vicegobernador        | Partido/Alianza       | Partido/Alianza              | Votos   | %     |
| ---------------------- | --------------------- | --------------------- | ---------------------------- | ------- | ----- |
| Jorge Escobar          | Juan Rojas            |                       | Frente Justicialista Popular | 87.496  | 32,66 |
| Alfredo Avelín         |                       |                       | Cruzada Renovadora           | 80.713  | 30,13 |
| Juan Gilberto Maratta  |                       |                       | Alianza Bloquista            | 75.346  | 28,13 |
| Carlos Quevedo Mendoza | Delia Pappano         |                       | Unión Cívica Radical         | 19.887  | 7,42  |
|                        |                       |                       | Partido de Centro            | 2.458   | 0,92  |
|                        |                       |                       | Convocatoria Popular         | 1.157   | 0,43  |
| José Mini              |                       |                       | Movimiento al Socialismo     | 498     | 0,19  |
|                        |                       |                       | Movimiento Popular           | 327     | 0,12  |
|                        |                       |                       | Partido Comunista            | 2       | 0,00  |
| Votos positivos        | Votos positivos       | Votos positivos       | Votos positivos              | 267.884 | 97,24 |
| Votos en blanco        | Votos en blanco       | Votos en blanco       | Votos en blanco              | 6.626   | 2,41  |
| Votos nulos            | Votos nulos           | Votos nulos           | Votos nulos                  | 969     | 0,35  |
| Participación          | Participación         | Participación         | Participación                | 275.479 | 83,91 |
| Electores registrados  | Electores registrados | Electores registrados | Electores registrados        | 328.313 | 100   |
| Fuente:                |                       |                       |                              |         |       |

### Cámara de Diputados
| Partido/Alianza       | Partido/Alianza              | Diputado proporcional | Diputado proporcional | Diputado proporcional | Diputado departamental | Diputado departamental | Diputado departamental | Bancas totales |
| Partido/Alianza       | Partido/Alianza              | Votos                 | %                     | Bancas                | Votos                  | %                      | Bancas                 | Bancas totales |
| --------------------- | ---------------------------- | --------------------- | --------------------- | --------------------- | ---------------------- | ---------------------- | ---------------------- | -------------- |
|                       | Frente Justicialista Popular | 83.102                | 31,84                 | 8/23                  | 82.356                 | 31,55                  | 8/19                   | 16/42          |
|                       | Cruzada Renovadora           | 74.419                | 28,51                 | 7/23                  | 72.701                 | 27,85                  | 4/19                   | 11/42          |
|                       | Alianza Bloquista            | 72.067                | 27,61                 | 6/23                  | 72.667                 | 27,83                  | 5/19                   | 11/42          |
|                       | Unión Cívica Radical         | 24.053                | 9,22                  | 2/23                  | 27.226                 | 10,43                  | 2/19                   | 4/42           |
|                       | Partido de Centro            | 4.325                 | 1,66                  |                       | 3.778                  | 1,45                   |                        |                |
|                       | Convocatoria Popular         | 1.539                 | 0,59                  | 1.295                 | 0,50                   |                        |                        |                |
|                       | Partido Comunista            | 545                   | 0,21                  | 278                   | 0,11                   |                        |                        |                |
|                       | Movimiento al Socialismo     | 523                   | 0,20                  | 410                   | 0,16                   |                        |                        |                |
|                       | Movimiento Popular           | 424                   | 0,16                  | 360                   | 0,14                   |                        |                        |                |
| Votos positivos       | Votos positivos              | 260.997               | 94,75                 | 261.071               | 94,77                  |                        |                        |                |
| Votos en blanco       | Votos en blanco              | 13.497                | 4,90                  | 13,418                | 4,87                   |                        |                        |                |
| Votos nulos           | Votos nulos                  | 979                   | 0,36                  | 1.002                 | 0,36                   |                        |                        |                |
| Participación         | Participación                | 275.473               | 83,91                 | 275.491               | 83,91                  |                        |                        |                |
| Electores registrados | Electores registrados        | 328.313               | 100                   | 328.313               | 100                    |                        |                        |                |
| Fuentes:              |                              |                       |                       |                       |                        |                        |                        |                |

#### Electos
| Distrito     | Diputado                   | Partido | Partido                      |
| ------------ | -------------------------- | ------- | ---------------------------- |
| 25 de Mayo   | Agustín Aravena            |         | Frente Justicialista Popular |
| 9 de Julio   | Fátima Julia Farías        |         | Unión Cívica Radical         |
| Albardón     | Julio Antonio Navas        |         | Frente Justicialista Popular |
| Angaco       | Manuel Ángel Rivero        |         | Frente Justicialista Popular |
| Calingasta   | Orlando David Kurban       |         | Frente Justicialista Popular |
| Capital      | Enrique Edgardo Conti      |         | Alianza Bloquista            |
| Caucete      | Emilio Antonio Mendoza     |         | Frente Justicialista Popular |
| Chimbas      | Oscar Alberto Zuleta       |         | Frente Justicialista Popular |
| Iglesia      | Juan Alberto Pinto         |         | Alianza Bloquista            |
| Jáchal       | Julio Bernabé Fierro       |         | Frente Justicialista Popular |
| Pocito       | José Ochoa                 |         | Cruzada Renovadora           |
| Rawson       | Zulma Beatriz Ortiz        |         | Cruzada Renovadora           |
| Rivadavia    | Luis Segundo Varese        |         | Cruzada Renovadora           |
| San Martín   | Aníbal Claudio Gentili     |         | Alianza Bloquista            |
| Santa Lucía  | Ramón Alberto Cornejo      |         | Cruzada Renovadora           |
| Sarmiento    | Oscar Antonio Carelli      |         | Unión Cívica Radical         |
| Ullum        | Miguel Ángel Navas         |         | Frente Justicialista Popular |
| Valle Fértil | Carlos Federico Fabris     |         | Alianza Bloquista            |
| Zonda        | Edgardo Emilio Sancassani  |         | Alianza Bloquista            |
| Proporcional | Rolando Pedro Amarfil      |         | Cruzada Renovadora           |
| Proporcional | Alfredo Avelín             |         | Cruzada Renovadora           |
| Proporcional | Nancy Avelín               |         | Cruzada Renovadora           |
| Proporcional | Eduardo Alfredo Baliña     |         | Alianza Bloquista            |
| Proporcional | Virginia Andrea Branca     |         | Cruzada Renovadora           |
| Proporcional | Leopoldo Alfredo Bravo     |         | Alianza Bloquista            |
| Proporcional | Carlos José Bustos         |         | Frente Justicialista Popular |
| Proporcional | María Eva Ursulina Cantoni |         | Alianza Bloquista            |
| Proporcional | Mario Eduardo Capello      |         | Unión Cívica Radical         |
| Proporcional | Rogelio Rafael Cerdera     |         | Frente Justicialista Popular |
| Proporcional | Ramón Rosas Elizondo       |         | Cruzada Renovadora           |
| Proporcional | Martha Emilia Gallardo     |         | Frente Justicialista Popular |
| Proporcional | Miguel Ángel Gálvez        |         | Frente Justicialista Popular |
| Proporcional | Luis Remberto Jofre        |         | Frente Justicialista Popular |
| Proporcional | Fernando Kulichevsky       |         | Cruzada Renovadora           |
| Proporcional | Moisés Abelino Lara        |         | Frente Justicialista Popular |
| Proporcional | Walter Rogelio Lima        |         | Frente Justicialista Popular |
| Proporcional | Pedro Raúl Medina          |         | Alianza Bloquista            |
| Proporcional | Gladys Lucanda Posleman    |         | Alianza Bloquista            |
| Proporcional | Pedro Rodolfo Rizo         |         | Alianza Bloquista            |
| Proporcional | Jorge Sotero Sada          |         | Cruzada Renovadora           |
| Proporcional | José Antonio Villa         |         | Frente Justicialista Popular |
| Proporcional | Oscar Roberto Yanello      |         | Unión Cívica Radical         |